# Абзаново (Архангельский район)
Абзаново (баш. Абҙан) — село в Абзановском сельсовете Архангельского района Республики Башкортостан России.

## Географическое положение
Расстояние до:
- районного центра (Архангельское): 14 км,
- ближайшей железнодорожной станции (Приуралье): 25 км.

Находится на левом берегу реки Инзер.

## История
2006 год
Закон Республики Башкортостан «Об изменениях в административно-территориальном устройстве
Республики Башкортостан, изменениях границ и преобразованиях муниципальных образований в Республике Башкортостан», ст. 1, ч.190 (часть сто девяностая введена Законом РБ от 21.06.2006 № 329-з) гласит:

190. Изменить статус деревни Абзаново Абзановского сельсовета Архангельского района, установив тип поселения - село.

## Население
| 2002 | 2009 | 2010 |
| ---- | ---- | ---- |
| 899  | ↗964 | ↘836 |

По результатам переписи 2002 года преобладающее население — башкиры (96 %).

## Улицы
Официальное название улиц:
- рус.  А. Абдрахманова — баш.  А. Абдрахманов урамы,
- рус.  Г. Кильмухаметова — баш.  Г. Килмөхәмәтов урамы,
- рус.  Инзерская — баш.  Инйәр урамы,
- рус.  Луговая — баш.  Туғай урамы,
- рус.  М. Мигранова — баш.  М. Миһранов урамы,
- рус.  Ольховая — баш.  Ерекле урамы,
- рус.  Полковника Хабирова) — баш.  Полковник Хәбиров урамы,
- рус.  Тимербаева— баш.  Тимербаев урамы,
- рус.  Школьная — баш.  Мәктәп урамы,
- рус.  Южная — баш.  Көнъяҡ урамы.

## Религия
В селе есть мечеть.